# Единая социалистическая партия Исландии
Единая социалистическая партия Исландии (Партия народного единства — Социалистическая партия, исл. Sameiningarflokkur alþýðu – Sósíalistaflokkurinn) — марксистская политическая партия, существовавшая в Исландии в 1938—1968 годах, после чего была трансформирована в партию Народный союз.

## История
Была образована 24—27 октября 1938 года в результате объединения самораспустившейся Коммунистической партии Исландии (Kommúnistaflokkur Íslands, основана в 1930 году как секция Коминтерна) и левого крыла Социал-демократической партии Исландии — Рабочей партии левых социалистов (лидеры — Хединн Вальдимарссон и Сигфус Сигюрхьяртарссон). Принятая тогда программа ЕСПИ призывала к установлению социалистического строя в Исландии «на национально-исторической и социальной основе». 
Новая партия уже не входила в Коминтерн (равно как и в Социалистический рабочий интернационал), однако коммунисты имели в ней доминирующее влияние. Это проявилось в 1939-1940 годах, когда некоторые ведущие некоммунистические члены ЕСПИ покинули её из-за несогласия их новых товарищей по партии осудить пакт Молотова — Риббентропа и «Зимнюю войну» СССР против Финляндии.
ЕСПИ всецело поддерживала провозглашение Исландской республики в 1944 году. Во время и после Второй мировой войны (1944—1947, 1956—1958) ЕСПИ усилилась, и её члены входили в состав коалиционных правительств. Так, генеральный секретарь партии Бриньольв Бьярнасон был министром образования в широком коалиционном кабинете Олафура Торса.
В 1956 году ЕСПИ вступила с очередной группой левых социал-демократов («Эгалитарное общество» во главе с лидером исландских профсоюзов и бывшим председателем СДПИ Ганнибалом Вальдимарссоном) в электоральный альянс — «Народный союз» (Alþýðubandalagið), в 1968 году преобразованный в новую левосоциалистическую партию. Избирательный блок «Народный союз», к которому также присоединилась Партия защиты нации (Þjóðvarnarflokkurinn; впоследствии большая часть её членов, как и Вальдимарссон, вышли из НС и создали «Союз либералов и левых», или «Союз свободомыслящих и левых») получил на парламентских выборах 1963 года 6 мандатов (из 40), а на выборах 1967 года — 7. В связи с решением Национальной конференции (ноябрь 1968 года) «Народного союза» о преобразовании его в единую политическую партию Центральный комитет ЕСПИ заявил о прекращении с 31 декабря 1968 деятельности ЕСПИ.
Помимо вопросов улучшения жизненного уровня и социальных прав трудящихся, ЕСПИ много внимания уделяла внешней политике. В 1949 году члены партии устроили одни из крупнейших беспорядков в истории страны, протестуя против НАТО. Программный документ «Путь Исландии к социализму», принятый на XIII съезде ЕСПИ в ноябре 1962 года, определял как приоритетные задачи партии следующие: борьба за ликвидацию американской военной базы Кеблавик на исландской территории, против членства Исландии в НАТО и за возврат к политике нейтралитета.
Высшим органом ЕСПИ являлся созывавшийся раз в три года съезд, а в промежутках между съездами — Центральный комитет и Исполком ЦК. В 1960-х годах партия насчитывала порядка 1500 членов, объединенных в 35 первичных организаций. Печатным органом партии была ежедневная газета «Þjóðviljinn» («Воля народа»).

## Результаты на выборах
| Год          | Голоса   | %      | Места в парламенте | Место |
| ------------ | -------- | ------ | ------------------ | ----- |
| Июль 1942    | 9,423 ▬  | 16.2 ▬ | 6 ▬                | 3-е ▬ |
| Октябрь 1942 | 11,059 ▲ | 18.5 ▲ | 10 ▲               | 3-е ▬ |
| 1946         | 13,049 ▲ | 19.5 ▲ | 10 ▬               | 3-е ▬ |
| 1949         | 14,077 ▲ | 19.5 ▬ | 9 ▼                | 3-е ▬ |
| 1953         | 12,422 ▼ | 16.0 ▼ | 7 ▼                | 3-е ▬ |